# 王国发 (1945年)
王国发（1945年11月—2018年9月16日），吉林榆树人。中华人民共和国政治人物。
早年毕业于东北林学院机械专业，后担任吉林省通化纺织器材厂副厂长，吉林省通化市副市长、市委书记。1993年，担任吉林省副省长。2002年，任吉林省委副书记。次年改任吉林省政协主席。2018年9月16日在北京逝世。